# Boshuppelmuis
De boshuppelmuis (Napaeozapus insignis)  is een zoogdier uit de familie van de slingermuizen (Zapodidae). De wetenschappelijke naam van de soort werd voor het eerst geldig gepubliceerd door Miller in 1891.

## Voorkomen
De soort komt voor in Canada en de Verenigde Staten.